# Владикавказ (станция)
Владикавка́з (осет. Дзæуджыхъæу) — железнодорожная станция Минераловодского региона Северо-Кавказской железной дороги, находящаяся в городе Владикавказе, столице Северной Осетии. Станция является конечной на линии от узловой станции Беслан.
Здание вокзала внесено в реестр памятников архитектуры как выявленный объект культурного наследия России.

## История
Железнодорожное сообщение между Владикавказом и Москвой существует с лета 1875 года.
Первое кирпичное здание вокзала Владикавказа было сдано в эксплуатацию в 1875 году. В первой половине 1960-х годов железнодорожный вокзал и прилегающие к нему территории были реконструированы. Во второй половине 2000-х годов вокзал был обновлён и оснащён новым оборудованием.
В 1930—1940-е годы начальником станции был первый в истории Осетии Герой Труда Асланбек Лазаров.
В настоящее время в здании железнодорожного вокзала для пассажиров — залы ожидания различного уровня комфортности, камеры для хранения ручной клади и крупногабаритного багажа, информационные табло движения ближайших поездов, справочные установки «Экспресс» с данными о наличии мест на поезда, комнаты длительного отдыха (КДО), комната матери и ребёнка, сервисный центр, кафе.

## Пассажирское сообщение по станции

### Направления поездов дальнего следования
| Страна               | Пункт назначения                                                                 |
| -------------------- | -------------------------------------------------------------------------------- |
| Российская Федерация | Адлер, Анапа, Минеральные Воды, Москва-Павелецкая, Новороссийск, Санкт-Петербург |

### Направления поездов пригородного сообщения
| Страна               | Пункт назначения |
| -------------------- | ---------------- |
| Российская Федерация | Минеральные Воды |

По состоянию на июнь 2022 года по станции курсируют следующие поезда пригородного сообщения:
| Пригородное сообщение | Пригородное сообщение          | Пригородное сообщение | Пригородное сообщение          |
| № поезда              | Маршрут движения               | № поезда              | Маршрут движения               |
| --------------------- | ------------------------------ | --------------------- | ------------------------------ |
| 6439/6407             | Владикавказ — Минеральные Воды | 6408/6440             | Минеральные Воды — Владикавказ |

По состоянию на июнь 2022 года по станции курсируют следующие поезда дальнего следования:
| Дальнее следование               | Дальнее следование               | Дальнее следование               | Дальнее следование               |
| № поезда                         | Маршрут движения                 | № поезда                         | Маршрут движения                 |
| Круглогодичное обращение поездов | Круглогодичное обращение поездов | Круглогодичное обращение поездов | Круглогодичное обращение поездов |
| -------------------------------- | -------------------------------- | -------------------------------- | -------------------------------- |
| 33 «Осетия»                      | Владикавказ — Москва             | 34 «Осетия»                      | Москва — Владикавказ             |
| 251                              | Владикавказ — Санкт-Петербург    | 252                              | Санкт-Петербург — Владикавказ    |
| 333                              | Владикавказ — Минеральные Воды   | 334                              | Минеральные Воды — Владикавказ   |
| 617                              | Владикавказ — Новороссийск       | 618                              | Новороссийск — Владикавказ       |
| 629                              | Владикавказ — Адлер              | 630                              | Адлер — Владикавказ              |
| Сезонное обращение поездов       |                                  |                                  |                                  |
| 657                              | Владикавказ — Анапа              | 658                              | Анапа — Владикавказ              |

## Изменения в пассажирском сообщении по станции
- 1 января 2021 года — возобновлён пригородный поезд до станции Минеральные Воды. Отправление в 14:42
- 4 апреля 2020 года — отменён пригородный поезд до станции Минеральные Воды. в связи с новой коронавирусной инфекцией
- 6 февраля 2015 года — возобновлён пригородный поезд до станции Минеральные Воды.
- 15 марта 2014 года — отменены пригородные поезда до станций Минеральные Воды, Прохладная и Беслан.
- 26 мая 2013 года — назначен новый пассажирский поезд (607/608) сезонного обращения до станции Анапа.

## Адрес вокзала[3]
- 362027, Россия, Республика Северная Осетия — Алания, г. Владикавказ, ул. Маркова, д. 24
- Справочная: +7 (8672) 53-84-22

## Факты
- В советское время существовал проект постройки Кавказской перевальной железной дороги, ведущей от Владикавказа (тогда — Орджоникидзе) до Тбилиси через Кавказский хребет. Само строительство, правда, началось только в 1987 году, но из-за обострения обстановки на Кавказе оно было прекращено уже через некоторое время и в дальнейшем не возобновлялось.